# Autobusy miejskie w Opolu
Autobusy miejskie w Opolu – system transportu miejskiego w Opolu uruchomionego w latach 20. XX wieku.

## Historia

### Przed II wojną światową
W 1910 roku, w liczącym 34 tys. mieszkańców Opolu, powstał pomysł budowy wąskotorowej kolejki łączącej miasto z Prószkowem. Projektowana trasa miała biec od Dworca Głównego dzisiejszą ulicą Krakowską i Koraszewskiego, przez Most Piastowski, Zaodrze, Szczepanowice i Wójtową Wieś. Po przekroczeniu obecnej granicy miasta tramwaj miał jechać m.in. przez Winów i Złotniki. Projekt nie doczekał się realizacji. Opole w 1926 roku posiadało 10 linii autobusowych:
Linie miejskie
- 1 Groszowice – Rynek – Kup
- 2 Półwieś – Koszary (ul. Ozimska)
- 3 Rynek – Gosławice (uzupełnienie linii 1)
- 4 Rynek – Luboszyce

Podmiejskie linie pocztowe
- 1 Opole – Prószków
- 2 Opole – Szczepanowice
- 3 Opole – Dąbrowa Niemodlińska
- 4 Opole – Ligota Turawska
- 5 Opole – Nakło
- 6 Opole – Skarbiszów

Linie te obsługiwało łącznie 15 pojazdów. Operatorem była (w 1927 roku) firma Autobus Verkehrs G.m.b.H. z niewielką zajezdnią oraz biurami przy obecnej ul. Oleskiej 8. Na linii 2 pojawiły się wówczas dodatkowe kursy wydłużone do Naroka.

### Lata 1945–1990

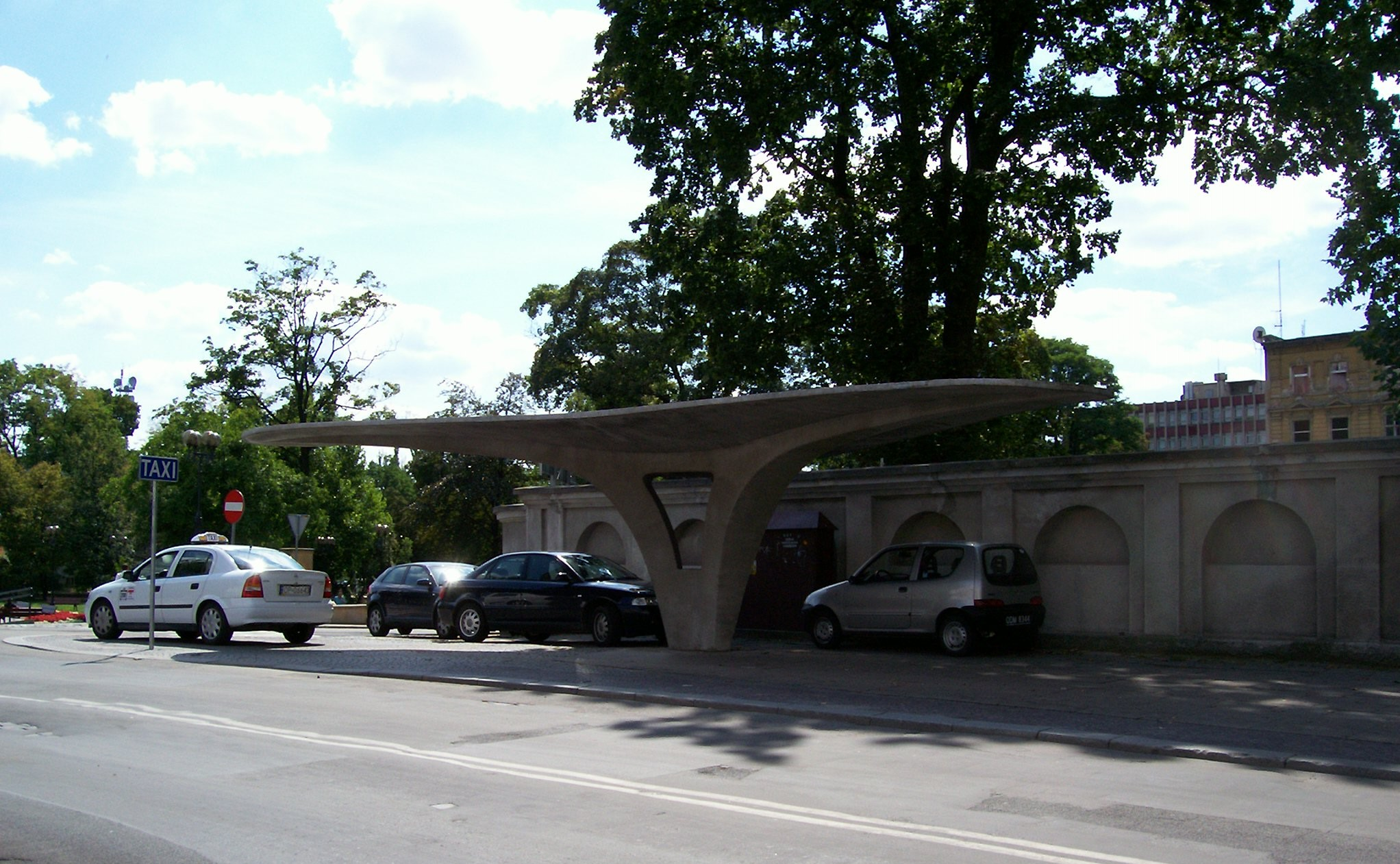
Zabytkowy przystanek na pl. Wolności. Jeszcze na początku lat 80. zatrzymywały się tu autobusy

Od 3 października 1948 roku do 14 maja 1949 roku autobusy PKS-u wykonywały w dni robocze jeden kurs do Czarnowąs przez Zakrzów, 2 kursy do Groszowic przez Nową Wieś Królewską i 3 kursy do Gosławic. Ponadto autobusy jeździły do Półwsi przez Zaodrze 4 razy dziennie (3 razy w dni wolne) oraz do Szczepanowic 5 razy dziennie (1 kurs w dni wolne). Ówczesna siedziba przewoźnika mieściła się przy ul. Ozimskiej 48. W Nowinach Opolskich z lutego 1949 r. znajduje się wzmianka o planach uruchomienia w kwietniu 1949 roku 3 linii miejskich i 5 podmiejskich. Od 1 stycznia 1950 roku katowickie Śląskie Linie Komunikacyjne zajęły się przewozem ludzi w Opolu, 4 miesiące później komunikację miejską w Opolu przejął ponownie PKS. Po mieście kursowało wtedy 6 autobusów (2 bądź 3 linie).
3 kwietnia 1953 roku powstał Miejski Zakład Komunikacyjny, który dysponował tylko 4 francuskimi autobusami Chausson. 10,5 metrowe wozy obsługiwały z częstotliwością 20 minut linię numer 2 biegnącą od Osiedla (skrzyżowanie Ozimskiej i Wiejskiej) przez Rynek do Półwsi. Zły stan techniczny używanych pojazdów powodował ciągłe kłopoty, brak było podstawowych części zamiennych oraz ogumienia. Sytuacja ta była tym bardziej trudna, że przez kilka pierwszych miesięcy działania MZK nie posiadało żadnej bazy technicznej – dopiero we wrześniu przydzielono pomieszczenia przy ul. Ozimskiej. W 1953 roku autobusy linii nr 2 przewiozły łącznie ponad 1,1 mln pasażerów. W 1954 roku MZK otrzymało 6 wozów Mavag TR5, rozpoczęto także obsługę linii nr 1 biegnącej z Nowej Wsi Królewskiej przez Rynek do Zakrzowa (według innych źródeł linia 1 w relacji do Wróblina została uruchomiona równocześnie z linią 2 relacji Kolonia Gosławicka – Półwieś). Rok później zakupiono 4 nowe autobusy – Stary N52.
W 1957 roku MZK przekształcono w Miejskie Przedsiębiorstwo Komunikacyjne, które dostało nową siedzibę w starym wojskowym budynku przy ul. Kasprowicza 8. Dysponowano wówczas 27 autobusami, które obsługiwały 5 linii o łącznej długości ponad 45 km. Pozyskana zajezdnia była jednak zbyt mała i pozbawiona była w zasadzie zaplecza technicznego. Było to uciążliwe zarówno ze względu na poszerzanie się zasięgu obsługi komunikacyjnej, jak i sukcesywne dostawy nowych pojazdów. Obsługą firmy objęto także komunikację w Kędzierzynie-Koźlu i Nysie. W 1960 roku po raz pierwszy uruchomiono linię sezonową, która obsługiwała Turawę. Granice miasta przekraczały liczne linie, zmierzające do takich wsi jak Wróblin, Chmielowice, Malina, Mechnice czy Wawelno. Narzekania podróżnych dotyczyły wówczas niskiej prędkości komunikacyjnej i opóźnień, czego wyrazy można znaleźć na łamach ówczesnej prasy. Jako środek zaradczy uznano wówczas uruchomienie linii okresowych obsługiwanych tylko w godzinach porannego i wieczornego szczytu.
W 1960 roku MPK rozpoczęło eksploatację 20 taksówek. W październiku 1975 roku powołano do życia Wojewódzkie Przedsiębiorstwo Komunikacji Miejskiej, które było organizatorem komunikacji miejskiej w Opolu, Nysie i Kędzierzynie-Koźlu. W tym samym roku powstało to ostatnie miasto, a także przyłączono do Opola kilka podmiejskich wsi. W 1977 roku WPKM było w posiadaniu 205 wozów (207 pojazdów), zaprzestano eksploatacji taksówek osobowych. W 1983 roku wydzielono ze struktur WPKM jednostkę w Kędzierzynie-Koźlu. W I połowie lat osiemdziesiątych nastąpiła przeprowadzka firmy do nowej siedziby przy ul. Luboszyckiej 19, gdzie znajduje się do dzisiaj. Była to pierwsza w historii komunikacji w Opolu zajezdnia zbudowana specjalnie na ten cel.

### Lata 1991–2010

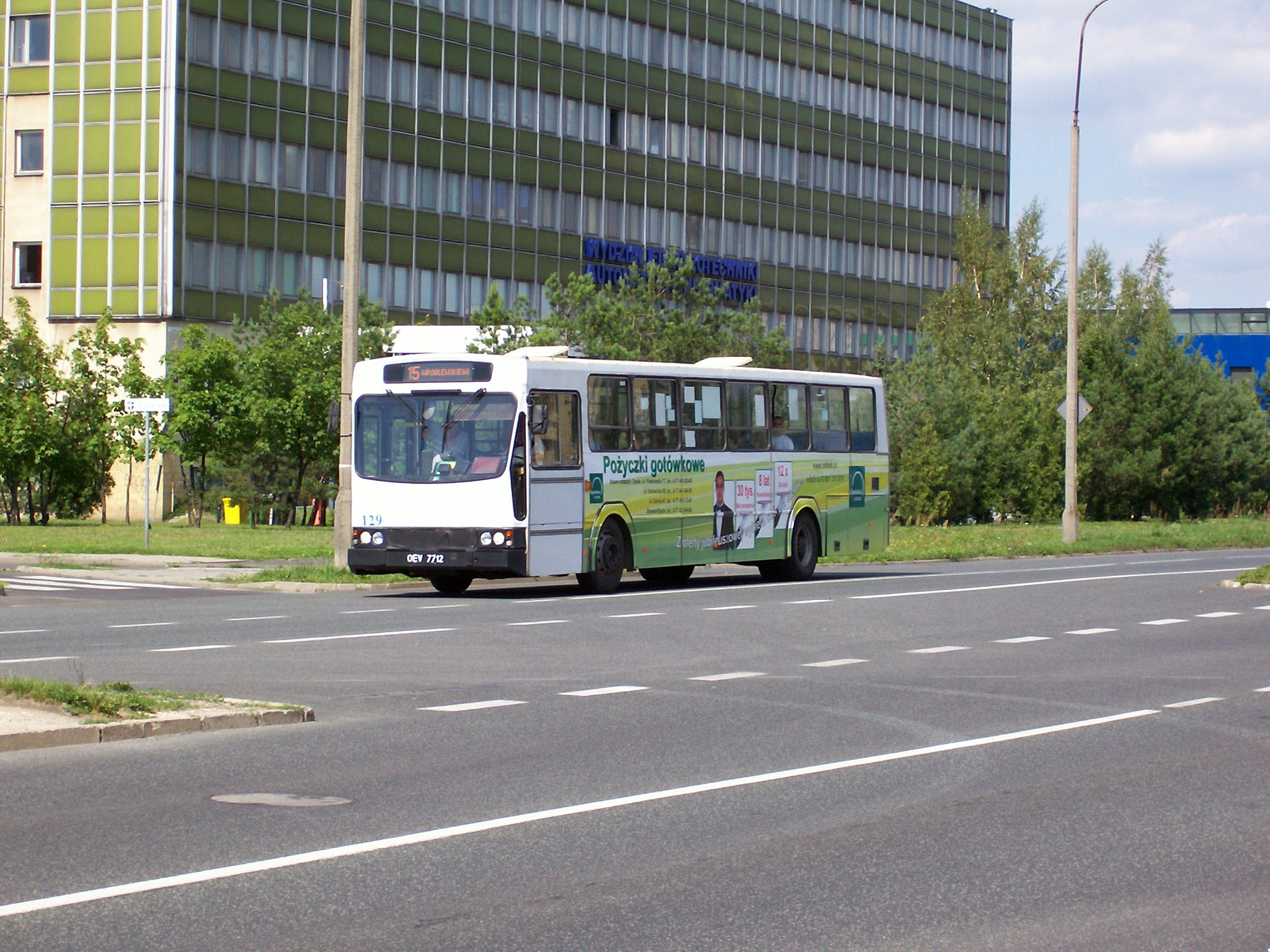
Jelcz 120M na ul. Sosnkowskiego

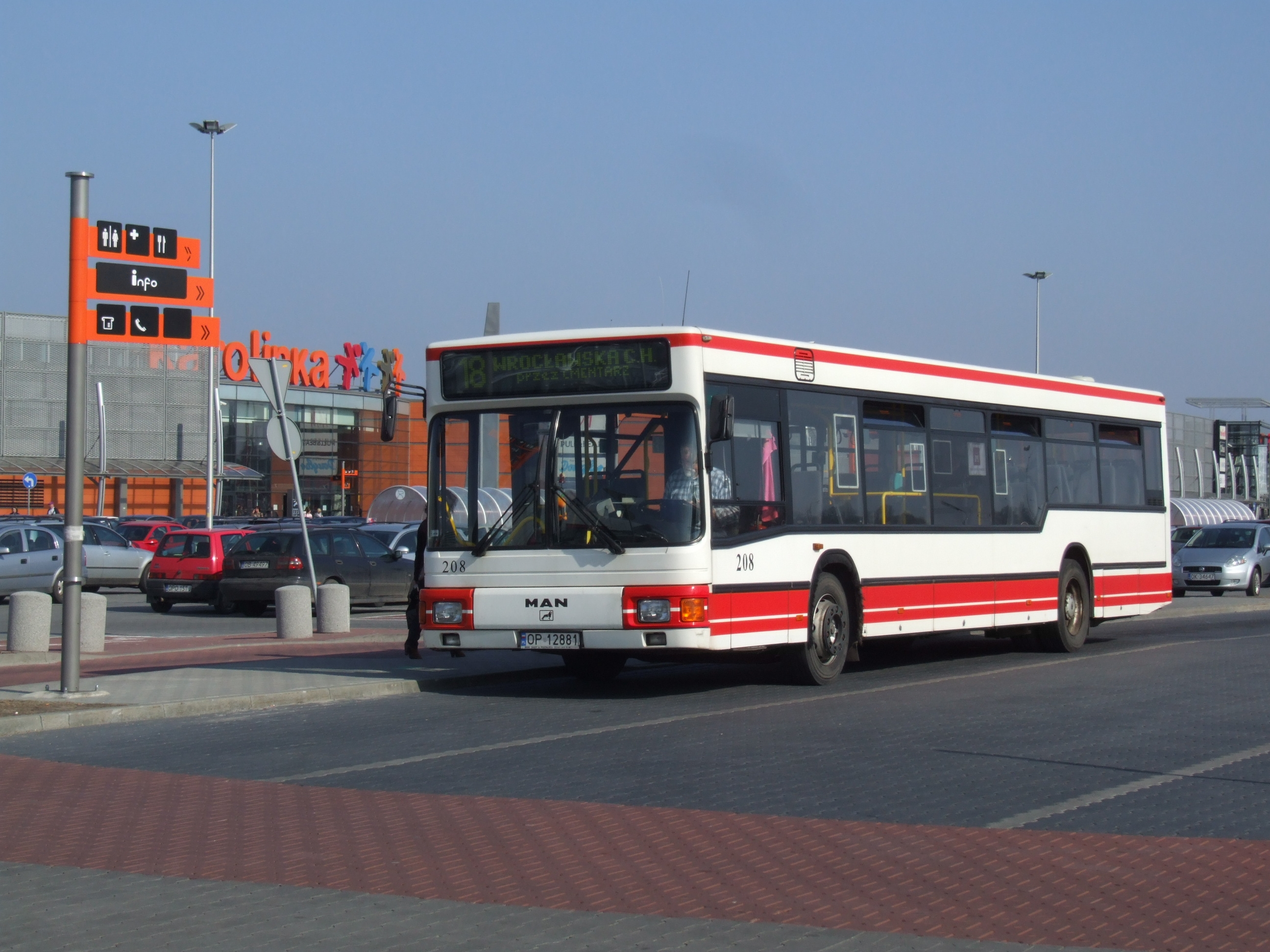
MAN NL 2x2 z 2001 roku przed CH Karolinka

1 stycznia 1992 roku w wyniku uchwały Rady Miasta Opola w miejscu WPKM utworzono Miejski Zakład Komunikacyjny w formie zakładu budżetowego; jednocześnie jako samodzielna jednostka oddzieliła się komunikacja miejska w Nysie. W październiku 1995 roku po Opolu zaczął kursować pierwszy niskowejściowy wóz – Jelcz M121MB (numer boczny 201). W ciągu roku dokupiono jeszcze 3 podobne wozy. 19 grudnia 1997 roku MZK został przekształcony w spółkę z o.o., w której to formie prawnej funkcjonuje do dzisiaj.
Na przestrzeni lat zmianom ulegały trasy wielu linii. Poważny problem stworzyło zamknięcie dla ruchu autobusowego wiaduktu w ciągu ulicy Reymonta (nad torami i ul. Armii Krajowej). Od 28 sierpnia 2002 roku linie łączące południowe dzielnice Opola z centrum (1, 12, 14) kursowały objazdem przez Nową Wieś Królewską i ul. Armii Krajowej. Linie 12 i 14 kursowały najkrótszą możliwą trasą, tj. przez al. Przyjaźni, ul. Jagiellonów i Armii Krajowej, natomiast linia nr 1 skierowana została na ul. Marka z Imielnicy, a w kierunku centrum kursowała ulicą Fabryczną i 1 Maja. Od 2 września 2002 roku do 1 lutego 2003 roku funkcjonowała linia H łącząca przez ul. Jagiellonów i Wschodnią Grotowice i szpital przy al. Witosa. Oprócz objazdów dużym problemem były braki w taborze, które implikowały konieczność skracania, konsolidacji i zawieszania niektórych tras. 30 czerwca 2003 roku ostatni kurs wykonała linia nr 19. 1 września 2003 roku zamknięto linie A (Pużaka-Wspólna) i F (Dambonia-Głogowska), a od 1 listopada tego samego roku również B (Witosa-Dworzec) i P (Dworzec-Prószków), którą testowo uruchomiono 1 września tego samego roku. Przedłużono jednocześnie linię nr 15 do alei Witosa. Od 6 sierpnia 2003 roku do lipca 2005 roku autobusy kursujące przez Wyspę Pasiekę (4, 9, N i do pewnego momentu 5 i F) jeździły objazdem przez pl. Konstytucji 3 Maja. 1 kwietnia 2004 roku likwidacja linii nr 6 kursującej z al. Przyjaźni do Czarnowąs pociągnęła za sobą wydłużenie linii 10 do tej miejscowości oraz zmianę trasy linii nr 4 kursującej od tego dnia ulicami Rejtana i 1 Maja. 1 sierpnia 2005 roku przyniósł zmiany w komunikacji w Półwsi i Bierkowicach – obydwie dzielnice obsługuje tylko jednak linia – nr 9 rozdzielona na dwa warianty: do Sławic przez ul. Partyzancką i do Bierkowic przez Cmentarz i ul. Wspólną. Likwidacji uległa linia nr 13, a 5 została skrócona do Dworca. 27 sierpnia 2005 roku zlikwidowano kolejną „literkową” linię – S jeżdżącą z Dworca do działek przy ul. Częstochowskiej; kursy te przejęła linia nr 20.

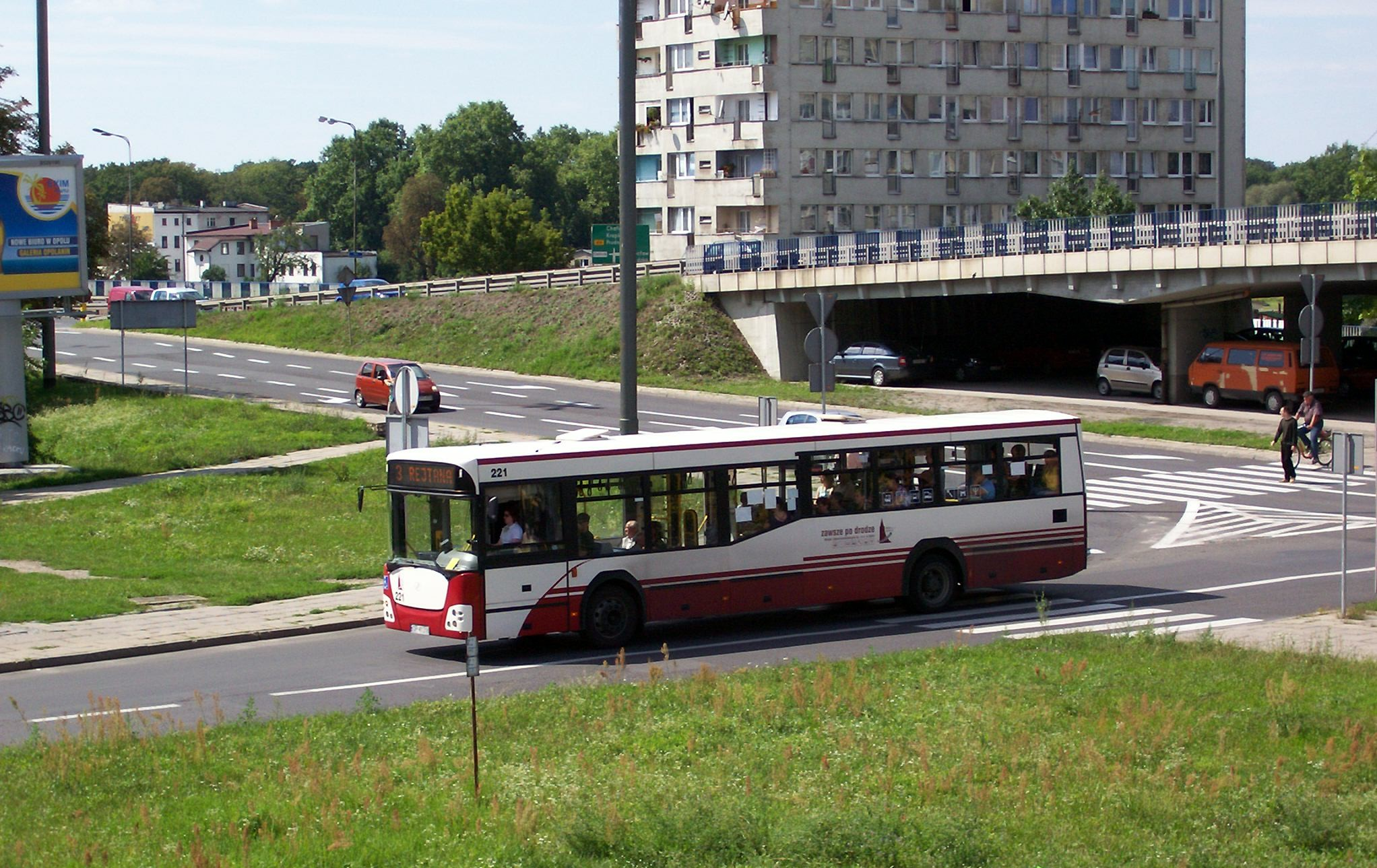
Jelcz M121I na ul. Książąt Opolskich

W latach 2006–2007 utrudnienia w komunikacji spotkały mieszkańców Półwsi oraz podopolskich Sławic. Od kwietnia do grudnia 2006 roku remontowano ulicę Partyzancką, do Sławic kursowała linia objazdowa 9S od Dworca przez Rondo, ul. Budowlanych i Powstańców Warszawskich. Od kwietnia do połowy lipca 2007 roku remontowano ulicę Domańskiego – linie 9 i 18 kursowały przez ul. 10. Sudeckiej Dywizji Zmechanizowanej, natomiast do Sławic linia 9S od Dworca przez Rondo i ul. Wrocławską. Od 21 lipca do 10 grudnia tego samego roku zamknięto północny fragment ul. Partyzanckiej – kursy 9 do Sławic skrócono do tymczasowej pętli przy ul. Północnej, do Sławic ponownie kursowano objazdem przez ul. Budowlanych i Powstańców Warszawskich.

1 lipca 2006 roku zlikwidowano aż 8 linii: 1, 2, 4, 5, 7, 20, C i D, zmieniono rozkłady jazdy i dokonano korekt w niektórych trasach. Od tego samego dnia do listopada 2006 roku skierowano linię nr 8 na ulicę Domańskiego i Wrocławską, a linię nr 16 zawieszono w związku z budową wiaduktu nad torami w ciągu ul. Niemodlińskiej. W 2007 roku utrudnienia w komunikacji polegały na niewielkim objeździe (od 20 sierpnia do 14 grudnia) linii 3, 8, 9S, 10, 11, 12, 16, 17, 21 i N za sprawą budowy ronda na skrzyżowaniu ulic Oleskiej i Żeromskiego. Od 1 marca do 4 lipca 2008 roku w związku z przebudową fragmentu ulicy Ozimskiej przy budowanym hipermarkecie Tesco objazdem kursowały linie 14 i 16. 2 sierpnia wydzielono z linii 9 linię nr 13 kursującą na trasie Pużaka-Sławice, przywrócono linię 7 (na nieco zmienionej trasie – do Wójtowej Wsi); linię 18 skierowano na trasę Witosa-Cmentarz z kilkoma kursami do pętli Dambonia, natomiast linię N skierowano w obydwu kierunkach ulicami: 1 Maja, Katowicką, Ozimską. 29 sierpnia tego samego roku z linii nr 9 wydzielono linię nr 5 kursującą do centrum handlowego Karolinka oraz uruchomiono nową linię K. Od 9 września do 28 listopada 2008 roku trwała przebudowa pl. Kopernika i ul. Oleskiej, w związku z czym linie kursujące w kierunku pl. Konstytucji 3 Maja jeździły ulicami: Waryńskiego i Luboszycką; natomiast linia 11 do Grudzic ulicami: Katowicką i Ozimską (do 3 grudnia). W okresie od 1 września 2008 roku do końca lutego 2009 roku linia 21 wykonywała kilka kursów w dni robocze do Elektrowni Opole, jednak ze względu na nieopłacalność wariant ten zlikwidowano. 28 lutego 2009 roku w związku z budową nowego wiaduktu nad ul. Armii Krajowej zmieniono trasę objazdu linii nr 12 i 14 (kursowały od tego momentu przez ul. Fabryczną i 1 Maja). Jednocześnie skorygowano trasy linii nr 8 i K, które mają swój przystanek końcowy na ul. Kołłątaja. Od 1 czerwca do 17 października 2009 roku linia 11 nie kursowała przez remontowaną ul. Wiejską, ale objazdem przez ul. Mikołajczyka.

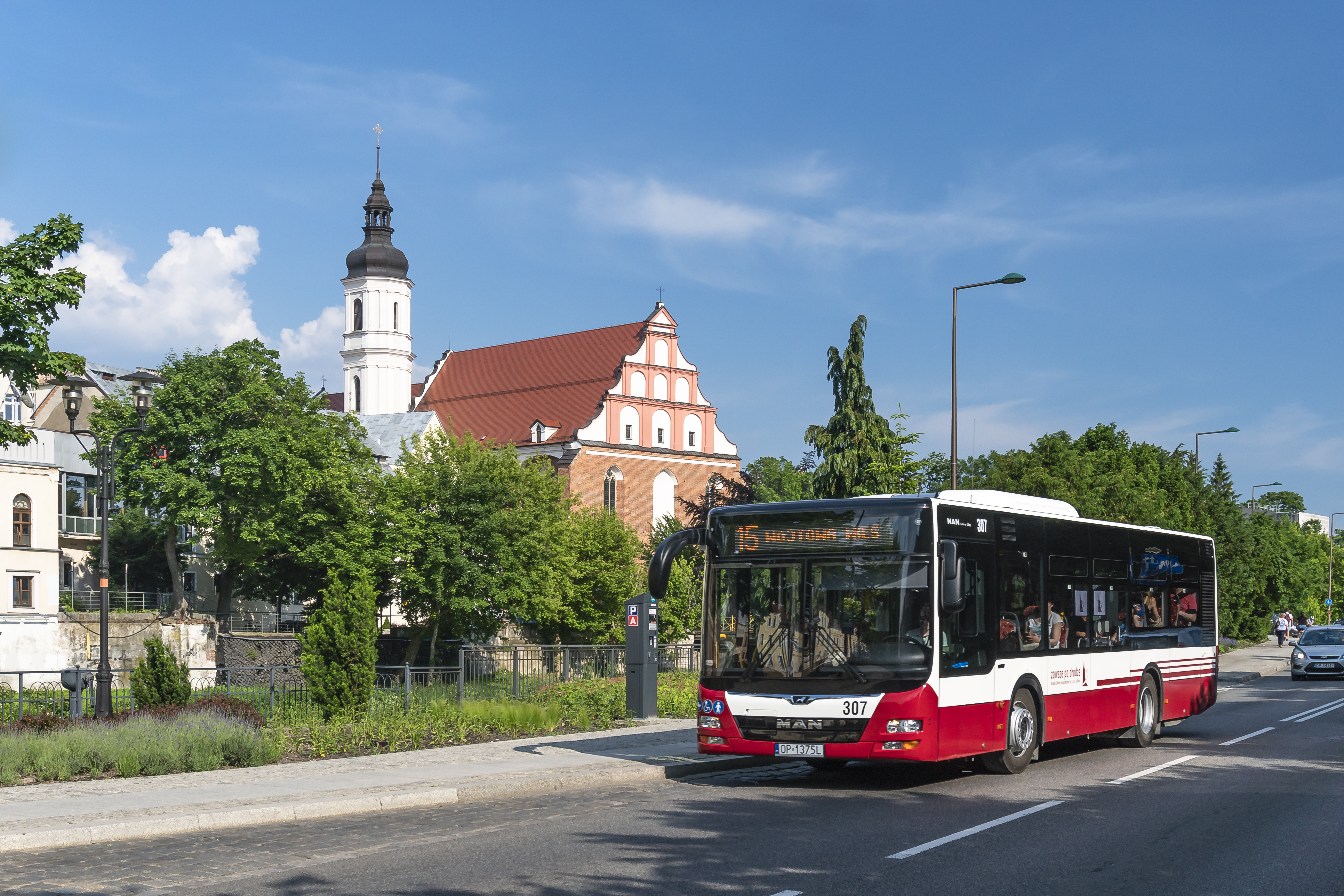
MAN Lion’s City M o nr. 307 na ul. Piastowskiej w Opolu

Od 1 marca 2010 r. do 22 grudnia 2011 roku trwały utrudnienia związane z przebudową układu komunikacyjnego w rejonie skrzyżowania ulic: Ozimskiej, Horoszkiewicza i Rejtana. Do 30 listopada 2010 roku ruch w kierunku centrum odbywał się bez zakłóceń po starym wiadukcie, natomiast linie 10, 15 i 17 w kierunku alei Witosa kursowały przez ul. Bohaterów Monte Cassino i Rataja, a linie 5, 9, 13, 14 i 16 przez ul. Rejtana, Wschodnią i Sandomierską (14 i 16 Głogowską). Od 1 grudnia 2010 roku na starym wiadukcie obowiązywał ruch dwukierunkowy, w związku z czym objazdem kursowała już tylko linia 15, a pozostałe linie w kierunku os. Armii Krajowej przez ul. Małopolską. Od 10 maja do 1 września 2010 roku zamknięta była ul. Piastowska, w związku z czym linie kursujące przez Wyspę Pasiekę (5, 9, 13, 15, N) kursowały objazdem przez Most Pamięci Sybiraków i pl. Kopernika. Zlikwidowano także linię K. 15 grudnia 2010 roku autobusy rozpoczęły kursowanie przez nowy wiadukt drogowy w ciągu ul. Reymonta; linie 12 i 14 wróciły na historyczne trasy przez ul. Struga, natomiast na ul. Armii Krajowej pojawiła się linia nr 21.

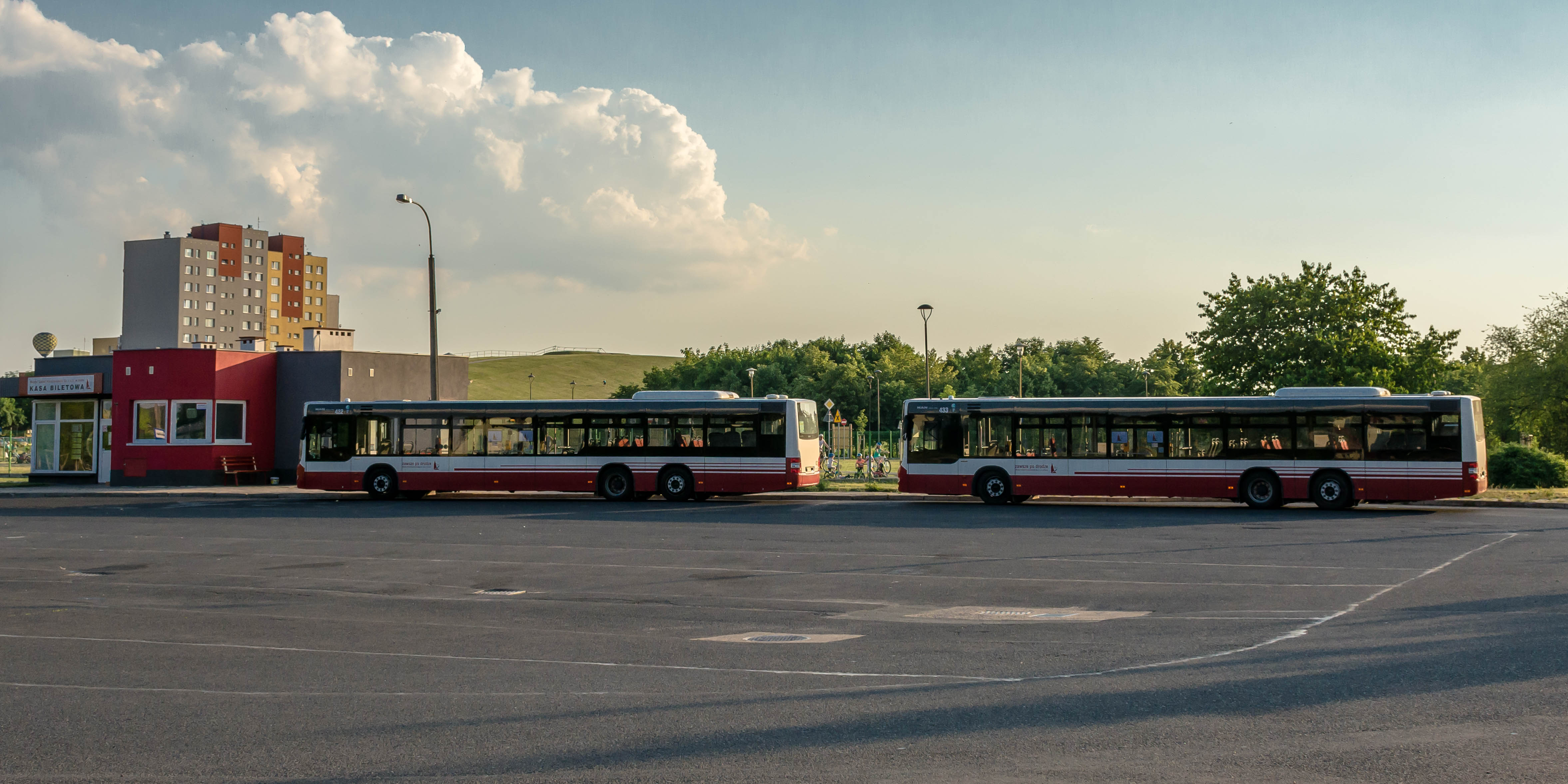
Autobusy MAN Lion’s City L na pętli przy ul. Pużaka w Opolu

### Lata 2011–2020
1 marca 2011 roku zintegrowano z linią nr 12 linie 8 i 16, które od pętli „Dambonia”, przez którą teraz kursują, mają trasę identyczną jak linia nr 12 (16 skrócona do pl. Kopernika); zmiana trasy spowodowała jednak, że autobusy przestały się zatrzymywać przy Szpitalu Wojewódzkim oraz miasteczku uniwersyteckim. Linię 18 skierowano do C.H. Karolinka przy ul. Wrocławskiej, linię 7 skrócono do kampusu Politechniki Opolskiej przy ul. Prószkowskiej. 1 września uruchomiono podmiejską linię nr 80 na trasie Dambonia – Domecko, natomiast linie 13 i 16, dojeżdżające do Gminy Dąbrowa zaczęły kursować ze zmniejszoną częstotliwością.
16 kwietnia 2012 roku skierowano część kursów linii nr 11 przez ul. Oleską do nowej pętli na ul. Żytniej, natomiast linia nr 15 od 2 lipca kursuje przez al. Solidarności. Od 3 września linie 5, 9, 13 oraz 15 kursują w obydwu kierunkach przez ul. Spychalskiego.
W 2013 roku podpisano umowę na dostawę 14 autobusów MAN Lion’s City A21, z kolei w latach 2013–2015 zakupiono w sumie 5 sztuk 15-metrowych autobusów MAN Lion’s City A26. Jeden z nich, o numerze bocznym 430, otrzymał nazwę Potsdam (Poczdam) i był to pierwszy taki przypadek nazwania autobusu na cześć miasta partnerskiego w MZK. Następnie, na przełomie lat 2013 i 2014, wycofano Ikarusy 280 (numery 401, 410, 421), pozostawiając w taborze pojazd nr 401 w celu przeprowadzenia remontu.
W 2014 roku skierowano autobusy linii nr 15 w obydwu kierunkach przez al. Solidarności. W lipcu 2015 r. utworzono linię nr 28 kursującą na trasie Grudzice – Wrocławska C.H. Od kwietnia 2016 r. na podstawie biletów okresowych można poruszać się pociągami regio Przewozów Regionalnych pomiędzy stacjami i przystankami kolejowymi w granicach administracyjnych Opola. Od 27 kwietnia 2016 roku, w związku z zamknięciem mostu w ciągu ul. Niemodlińskiej dla pojazdów powyżej 3,5 tony, obowiązuje objazd dla linii nr 7, 8, 12, 16, 17, 18, 28 i 80 przez ul. Spychalskiego, pl. Piłsudskiego i ul. Wrocławską – w obydwu kierunkach.

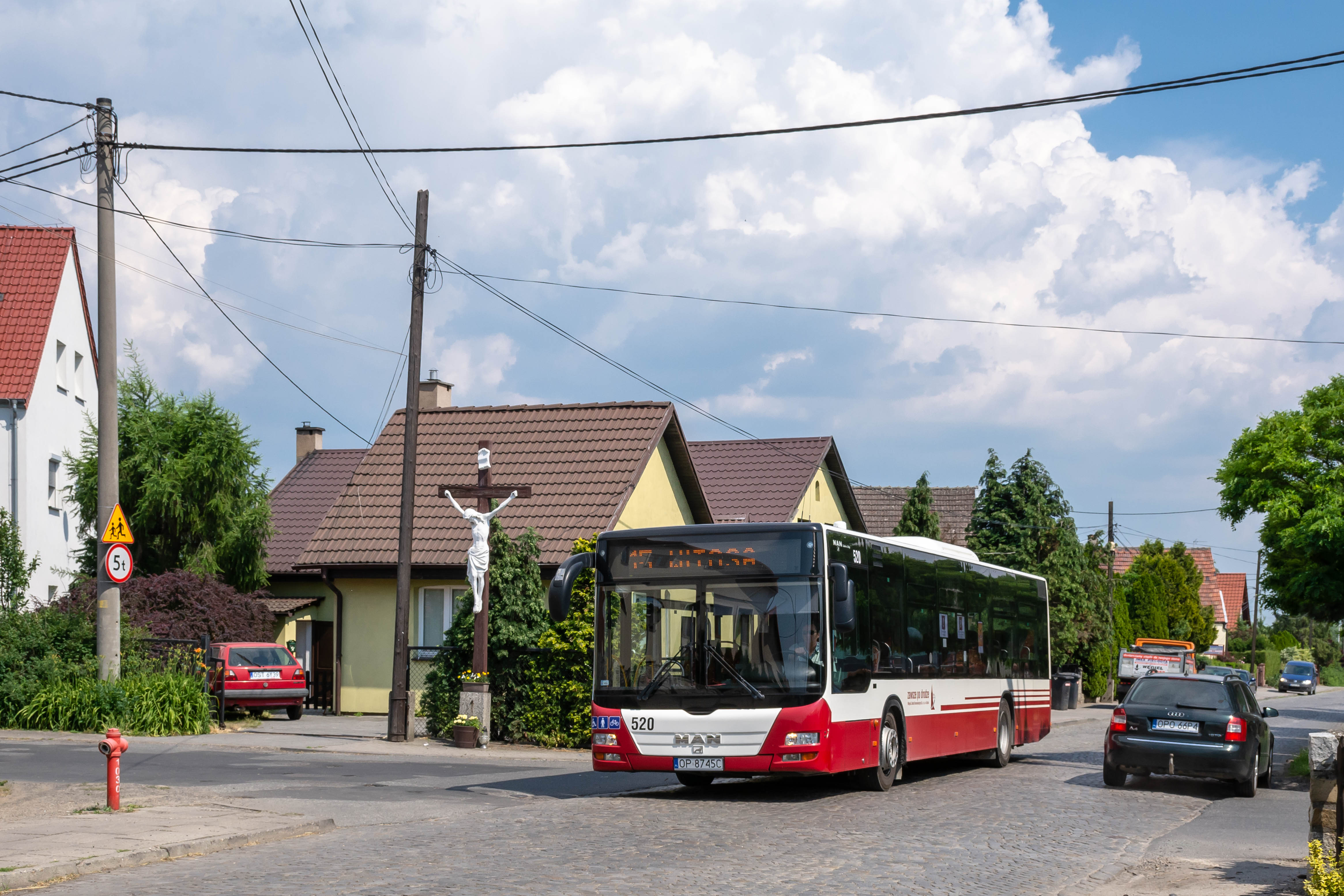
MAN Lion’s City o nr. 520 na ul. Odrodzenia w Opolu

1 stycznia 2017 roku, w związku z włączeniem do granic Opola ościennych sołectw lub ich części, wydłużono lub skorygowano trasy linii nr 5, 9, 10, 13, 15, 16, 21, N1, N2, utworzono linie nr 25, N5, N13 i N15 oraz zmieniono rozkłady jazdy dla całości układu komunikacyjnego. Do grup linii obsługujących strefę podmiejską należą tylko linie nr 8, 16 i 80. Pozostałe linie w całości kursują w obrębie miasta. Dodatkowo zwiększył się obszar, wewnątrz którego na podstawie biletów okresowych można poruszać się pociągami regio Przewozów Regionalnych. Do dotychczasowym przystanków pasażerskich na terenie Opola dołączyły Czarnowąsy i Borki Opolskie (na linii do Jelcza-Laskowic) oraz Chmielowice (na linii do Nysy).
Od 6 stycznia 2018 roku, w związku z otwarciem mostu w ciągu ul. Niemodlińskiej, autobusy linii nr 7, 8, 12, 16, 17, 18, 28, 80, N5 i N13 powróciły na swoje standardowe trasy. 25 czerwca 2018 roku wydłużono lub skorygowano trasy linii nr 5, 9, 11, 12 i 13.
W maju 2018 miasto odebrało 28 nowych pojazdów – 13 standardowych klasy MAXI, oraz 15 przegubowych klasy MEGA, o długości 18 metrów. Otrzymały one imiona na cześć miast partnerskich Opola: Alytus, Bruntál, Ingolstadt, Iwano-Frankiwsk oraz Székesfehérvár. Wszystkie pojazdy dostarczył niemiecki MAN. Zakup nowych wozów umożliwił wycofanie starszych i wyeksploatowanych jednostek.
W 2019 roku do Opola dostarczono pierwsze od ok. 20 lat pojazdy klasy MIDI. Są to pojazdy MAN Lion’s City M, o długości 10 metrów. Otrzymały one numery taborowe 305–307. Dostarczono także kolejne autobusy 12-metrowe. Dostawa ta umożliwiła wycofanie z taboru wszystkich pojazdów marki Jelcz. Dzięki wycofywaniu starszych pojazdów oraz kupowaniu nowych, tabor MZK uległ znacznemu odmłodzeniu. Na chwilę obecną składa się w 100% z autobusów niskopodłogowych. We flocie MZK przeważają pojazdy marki MAN, ale przewoźnik posiada także 3 sztuki pojazdów firmy Scania.
W czerwcu 2019 roku ogłoszono przetarg na dostawę ostatniej z trzech transzy autobusów dla Opola. Tym razem nie zostały zamówione pojazdy niemieckiego MAN-a, który zwykle wygrywał przetargi, ale polskiej firmy Solaris. Autobusy rozpoczęły kursowanie po ulicach miasta w maju 2020 roku. Umożliwiło to wycofanie ostatniej partii najstarszych wozów. Zakupiono również specjalistyczny holownik do autobusów. Dzięki pozyskanemu dofinansowaniu, miasto w 2021 roku zakupiło autobusy elektryczne, po tym jak przetarg z 2020 roku unieważniono, gdyż złożona oferta przekraczała budżet przewidziany na ten cel przez władze miasta. Po rozstrzygnięciu drugiego postępowania wygrał je Solaris. Po ich przyjeździe, ostatnia partia wozów zostanie definitywnie skreślona z ilostanu przewoźnika, w tym ostatnie 3 pojazdy marki Scania. Umożliwi to zachowanie tzw. efektu ekologicznego z wymiany 1:1, czyli zastąpienie starych pojazdów nowymi, ekologicznymi.
W listopadzie 2019 roku wprowadzono zmiany dla aż 13 linii (7, 8, 9, 10, 11, 12, 13, 15, 17, 18, 21, 25 i N2). Linia 17 kursuje od teraz na trasie Częstochowska-Pętla – Chmielowice-Pętla, kraniec linii nr 18 przesunięto na ul. Północną, zachowując na trasie przystanek przy C.H. Karolinka. Ze względu na prace budowlane w rejonie dworca wschodniego, linię 25 poprowadzono objazdem przez ul. Kośnego, a przystanek „Katowicka-Szpital” został wyłączony z obsługi komunikacyjnej. Pozostałe linie zaczęły kursować według skorygowanego rozkładu jazdy, szczególnie linia 15 kursująca od września do Górek, która po ponad 16 latach przerwy rozpoczęła kursy na terenie gminy Prószków, gdzie dawniej docierała tylko linia P.

### Od 2021
We wrześniu 2021 roku miasto otrzymało kolejne dofinansowanie na zakup pojazdów niskoemisyjnych. W planach jest zakup kolejnych 9 szt. autobusów elektrycznych o długości 12 metrów. Wielkość dofinansowania była blisko o połowę mniejsza od tej, którą zakładało miasto i wyniosła 20 mln zł. Również tego samego roku MZK zorganizowało pierwszy w historii ogólnodostępny Dzień Otwarty Zajezdni.
W listopadzie 2021 roku i styczniu 2022 roku w Opolu otwarto 2 nowe węzły przesiadkowe – pierwszy w rejonie dworca Opole Zachodnie, drugi – Opole Wschodnie. Przeniesienie linii 15 i 28 w rejon ul. Katowickiej i ul. Bohaterów Monte Cassino spotkało się z niezadowoleniem mieszkańców, gdyż odcinek ul. Sosnkowskiego od skrzyżowania z ul. Wodociągową do skrzyżowania z ul. Horoszkiewicza został wyłączony z obsługi komunikacyjnej, utrudniając dojazd do centrum handlowego przy ul. Sosnkowskiego i ogródków działkowych. Po kilku miesiącach zdecydowano o przeniesieniu w ten rejon linii 25.
1 stycznia 2022 roku linia 10 zaprzestała obsługi Brynicy w gminie Łubniany, ze względu na wygaśnięcie obowiązującego zaledwie 2 lata porozumienia międzygminnego. MZK zastąpione zostało wówczas kursami wykonywanymi przez przewoźnika GTV-Bus. Tym samym linia 10 przestała być linią pozamiejską, a jej końcowy przystanek to „Świerkle-Pętla”.
W kwietniu 2022 roku rozpoczęto przebudowę wiaduktu przy ul. Krapkowickiej. Ma on zostać podniesiony, a przejazd pod nim – znacznie poszerzony. Po zakończeniu prac, które mają trwać dwa lata, Urząd Miasta chce, by tą drogą poprowadzona została linia MZK. Podobnie chciano postąpić w przypadku mostu nad Młynówką – pomysł ten nie uzyskał jednak aprobaty miejskiego konserwatora zabytków.
25 sierpnia 2022 roku na ulice Opola po raz pierwszy w historii wyjechały autobusy elektryczne. Otwarcia ery elektromobilności w opolskiej komunikacji miejskiej dokonał pojazd o numerze taborowym 802, wyjeżdżając kursem linii 25 o godzinie 5:12 z pętli „Prószkowska – Politechnika”. Wszystkie z 5 dostarczonych kilka miesięcy wcześniej pojazdów, zostało skierowanych do obsługi linii 15 i 25.
Na przełomie listopada i grudnia 2022 roku MZK poinformowało o planach częściowego przeorganizowania rozkładów jazdy dla linii 7, 11, 14 i 28, jak i również ogłosiła zawieszenie linii nocnych, co spotkało się z krytycznym głosem mieszkańców. Powstała nawet petycja, skierowana do władz, w której domagali się oni pozostawienia nocnych autobusów. Urząd miasta tłumaczył tę decyzję nierentownością kursów, których koszty niemal dziesięciokrotnie przekraczały zyski. Oprócz tego, w wyniku wprowadzonych zmian, kursowanie linii nr 7 ograniczono tylko do dni roboczych, zredukowano liczbę kursów na liniach 11 i 14, a także poprawiono punktualność linii nr 28.
Na początku stycznia 2023 roku wyłączono z obsługi komunikacyjnej przystanki „Katowicka-Szpital” (tylko w kierunku centrum), „1 Maja – Dubois”, „1 Maja – Katowicka”, a także te, z których autobusy MZK korzystały podczas budowy nowego dworca PKS – „Armii Krajowej 10-11-12" i „Dubois 1-2-3-4-5-6-7-8-9". Pomimo wielu krytycznych uwag, zgłaszanych po likwidacji przystanku pod Szpitalem Wojewódzkim, władze miasta jasno zadeklarowały, że przystanek ów nie zostanie przywrócony. Do końca lutego zdemontowano w tamtym miejscu całość pozostałej infrastruktury.
20 stycznia 2023 roku zlikwidowano działającą od wielu lat kasę biletową w dzielnicy Zaodrze. Miesiąc wcześniej zakończył działalność również Punkt Obsługi Klienta, działający w dzielnicy Stare Miasto, przy ul. Ozimskiej.
13 kwietnia 2023 roku miejski klub radnych prezydenta Opola Arkadiusza Wiśniewskiego przedstawił pakiet nowych rozwiązań dla komunikacji miejskiej o nazwie „Trójpak Dla Komunikacji” – zakładał on przywrócenie linii nr 1, która miałaby kursować na zasadzie połączenia ekspresowego, na zmienionej trasie (w porównaniu do tej sprzed 20 lat) oraz wznowienie działalności co najmniej 2 linii nocnych. Trzecim postulatem projektu było zatrudnienie dodatkowej 3-osobowej brygady kierowców, jako wspomagającą.
16 sierpnia 2023 roku rozpoczęto I etap przebudowy dróg przy pętli, u zbiegu ulic Prószkowskiej, Mehla i Wyszomirskiego. W ramach prac odnowiona ma zostać nawierzchnia jezdni, a ul. Wyszomirskiego ma być dwukierunkowa. Dotychczasowa pętla autobusowa zostanie zlikwidowana i zastąpiona zatokami z przystankami autobusowymi po obu stronach ul. Prószkowskiej. Od strony przedszkola wybudowany zostanie chodnik dla pieszych. Na przebudowanym skrzyżowaniu ma stanąć sygnalizacja świetlna.
Dzień później, 17 sierpnia, MZK ogłosiło wprowadzenie zmian z „Trójpaku Dla Komunikacji” od 2 września. Zmiany obejmowały m.in. uruchomienie linii ekspresowej oraz dwóch linii nocnych: N1 i N2, kursujących z dzielnicy Gosławice na Osiedle XXV-lecia z kieszeniowym wjazdem na Wójtową Wieś oraz z dworca przy ul. Złotej do Czarnowąs. Oznaczało to również definitywne zakończenie kursowania linii N5, N13 i N15, które były zawieszone przez ponad osiem miesięcy. Tym samym dzielnice Winów, Półwieś, Sławice i Wrzoski utraciły dostęp do linii nocnych. W ramach „Trójpaku” zoptymalizowano również rozkłady jazdy dla wszystkich pozostałych linii.
Obecnie, MZK czeka na dostarczenie, zamówionej w połowie 2022 roku, kolejnej transzy autobusów elektrycznych, obejmującą 6 pojazdów klasy MAXI i 2 pojazdy przegubowe klasy MEGA. Zamówienie ponownie realizuje bolechowska firma Solaris. Nowe pojazdy Urbino 12 i 18 electric zostaną dostarczone najpóźniej do końca wakacji.

## Tabor MZK

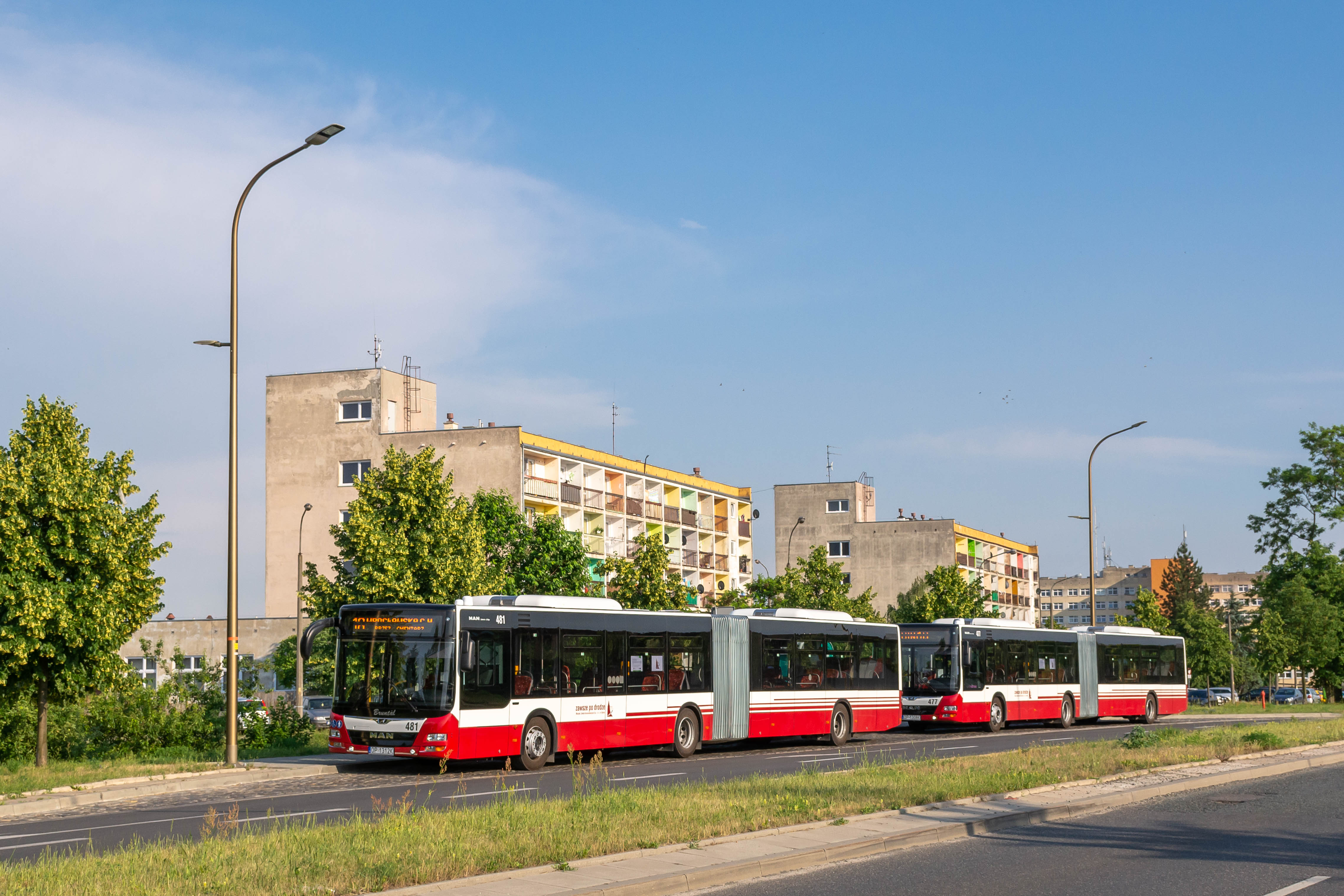
Autobusy MAN Lion’s City G o nr. 481 oraz 477 stoją na pętli przy ul. Witosa w Opolu

Najstarszy autobus pochodzi z 1983 roku, to Ikarus 280 o numerze bocznym 401. Najmłodsze autobusy pochodzą z 2022 roku, kiedy do Opola trafiło 5 nowych autobusów Solaris Urbino 12 electric. 4 lata wcześniej, w kwietniu dostarczono 23 szt. pojazdów MAN Lion’s City – w tym 3 sztuki pojazdów o długości 10,5 m – obecnie najkrótszych pojazdów we flocie MZK. Jeden z nich – MAN Lion’s City o numerze bocznym 550 otrzymał nazwę na cześć jednego z miast partnerskich Opola – Mülheim an der Ruhr. 18 grudnia 2013 roku ostatni raz na ulice Opola wyjechały dwa Ikarusy 280 o numerach bocznych 410 i 421, z 1985 i 1986 roku. Autobusy o numerach bocznych 250–261 (MAN NL202, MAN NL263) oraz 458-460 (MAN NG 312) stanowią tabor używany, sprowadzony z Niemiec. Autobus o numerze 461 także jest autobusem używanym, otrzymanym od zakładu ITS Michalczewski. W maju 2012 roku doszczętnie spłonął autobus Jelcz M121 o numerze 219. W zamian kupiono używany pojazd MAN Lion’s City z 2005 roku o numerze 262. W 2018 i 2019 roku tabor ponownie zasiliły niemieckie autobusy MAN Lion’s City – do miasta dostarczono autobusy 18-metrowe przegubowe, standardowe 12-metrowe i 3 pojazdy typu Midi o długości 10 metrów.
W 2019 roku nastąpił historyczny moment – zamiast autobusów marki MAN zakupione zostały pojazdy polskiej spółki Solaris Bus & Coach. Do miasta dotarły one w maju 2020 roku. W tym samym roku Solaris Bus & Coach wygrał przetarg na 5 autobusów elektrycznych, które zostały dostarczone do miasta w maju 2022 roku.

## Infrastruktura
W 2019 roku, w ramach projektu „Czysta Komunikacja Publiczna” zakupiono oraz zamontowano elektroniczne tablice dynamicznej informacji pasażerskiej, zamontowano w autobusach nowoczesne kasowniki obejmujące skanowanie kart elektronicznych, a także zamontowano biletomaty w autobusach i na niektórych przystankach.
Na 2 pętlach w Opolu znajdują się 2 ładowarki dla autobusów elektrycznych (w tym 1 w budowie), działające na zasadzie odwróconego pantografu. Pierwszą, przy ul. Prószkowskiej, oddano do użytku w czerwcu 2022 roku, natomiast planowane ukończenie budowy drugiej, znajdującej się przy ul. Pużaka, ma nastąpić przed wakacjami 2023.

## Bilety
Bilety jednorazowe można nabyć w kasach MZK, w kioskach oraz biletomatach. W związku z zagrożeniem epidemiologicznym wstrzymana została do odwołania sprzedaż biletów u kierowcy 24-godzinnych.
W 2013 roku, z okazji 60-lecia spółki, wyemitowano jubileuszową serię biletów.
We wrześniu 2016 roku przewoźnik rozpoczął sprzedaż biletów przez telefony komórkowe za pośrednictwem aplikacji mobilnej SkyCash. Możliwe jest także śledzenie przejazdu autobusu na mapie w czasie rzeczywistym, w aplikacjach OnTime, kiedyprzyjedzie i Mapach Google.
Do biletów okresowych zalicza się bilety dekadowe i długookresowe na okaziciela oraz 30-dniowe bilety imienne na 1, 2 lub wszystkie linie oraz długookresowe imienne na wszystkie linie. Bilety długookresowe kodowane są na karcie miejskiej OPOLKA!. W przypadku biletów okresowych na linie podmiejskie, ulga gminna obejmuje jedynie uczniów.
Posiadając bilet okresowy na wszystkie linie, zakodowany na karcie OPOLKA!, jego posiadacze mogą za darmo poruszać się w obrębie miasta pociągami obsługiwanymi przez Polregio i samorząd województwa opolskiego.
W 2021 roku przewoźnik wycofał ze swojej oferty bilety przesiadkowe oraz ze zniżką studencką – od tego czasu bilety dla uczniów szkół i studentów sprzedawane są po takiej samej cenie.
Mieszkańcy zwracają uwagę na trudną sytuację uczniów, którzy nie mogą podróżować za darmo, posiadając ważną legitymację szkolną, tak jak ma to miejsce w innych miastach (np. Wrocławiu).